# Ågade
Ågade er en gade på Nørrebro og Frederiksberg i København, der går fra Laurids Skaus Gade til Nordre Fasanvej langs med grænsen til Frederiksberg. Sydøst for krydset med Laurids Skaus Gade fortsætter gaden som Åboulevard, og de to gader er under ét kendt som Åboulevarden. I nordøst fungerer Ågade som hovedgade frem til krydset ved Borups Plads, hvor Bispeengbuen ligger som en umiddelbar forlængelse af den. Ågade fortsætter dog som en lokalgade langs med og under Bispeengbuen indtil Nordre Fasanvej.
Overfor nr. 102 ligger De døves Kirke, der dog har adresse på en lokalgade, der ligger i forlængelse af Falkoner Allé langs med Ågade. På hjørnet af Borups Plads ligger Telefonhuset.

## Historie
Oprindeligt (ca. 1870) blev navnet Ågade benyttet til navngivning af vejstykket mellem Peblingesø og Skyttegade, nord for Ladegårdsåen, mens vejstykket syd for åen hed Ladegårdsvej. Da Ladegårdsåen blev overdækket mellem Peblingesø og Bülowsvej i 1897, kom vejstykket fra Peblingesø til Skyttegade til at hedde Åboulevard. Fra 1908 blev vejstykket mellem Skyttegade og Jagtvej navngivet Ågade, og senere, i 1919, forlænget frem til Borups Allé.
Ladegårdsåen ligger nu i rør under hele Ågade og Åboulevard men var førhen et åbent vandløb. Dengang som nu var den med til at føre vand fra de højereliggende Damhussøen, Utterslev Mose og Emdrup Sø til Søerne. I 1914 blev åen imidlertid overdækket mellem Bülowsvej og Jagtvej. I 1942 fulgte så det næste stykke langs med Ågade, der samtidig blev reguleret.
Skillepunktet mellem Åboulevard og Ågade kom til at ligge mellem Hans Egedes Gade og Laurids Skaus Gade. Her blev åen og senere gaden krydset af en godsbane mellem Frederiksberg og Nørrebro Stationer fra 1896 til 1930. I juni 2008 åbnede gang- og cykelbroen Åbuen på den gamle overskærings plads for at føre cykelruten Den Grønne Sti ad den nedlagte godsbanes tracé over gaden. Åbuen er designet af arkitektfirmaet Dissing+Weitling.
I den anden ende af gaden anlagdes Bispeengbuen som en hævet motorgade i 1970-1972. Den kom til at følge Ågades hidtidige forløb fra Borups Plads til Borups Allé, men fortsatte så i en kurve over denne og Nordre Fasanvej til krydset Borups Allé/Hillerødgade. Det medførte at Ågade efter Borups Plads kom til at ligge som en lokalgade langs med og under Bispeengbuen men dog med en forlængelse frem til Nordre Fasanvej. Resten af Ågade kom sammen med Bispeengbuen og Åboulevard til at indgå i et længere forløb af tæt trafikerede hovedgader, der fører fra Hillerødmotorvejen gennem byen til Amager Boulevard.
I 2012 havde Ågade en årsdøgnstrafik på 48.700, hvilket gør den til en af Københavns mest trafikerede gader. Ladegårdsåen, den er opkaldt efter, skal man vide ligger i rør under den. Miljøpunkt Nørrebro har imidlertid gennem en årrække arbejdet for at få åen frem igen og skabe et grønt område på det nuværende gadeareal, der så tilsammen vil kunne fungere som skybrudssikring. Trafikken på Åboulevard, Ågade og Bispeengbuen tænkes ført i en 2,9 km lang tunnel.

## Bygninger
På trods af at Ågade ligger på grænsen mellem Københavns og Frederiksberg Kommuner, så har den kun adresser på den nordlige side på Nørrebro i Københavns Kommune. På det første stykke mellem Laurids Skaus Gade og Hornbækgade ligger der traditionelle etageejendomme. Derefter følger den store karré Hornbækhus, Borups Allé 5-23/Hornbækgade 2-10/Skotterupgade 13-19/Ågade 116-134, der blev opført som alment boligbyggeri efter tegninger af Kay Fisker i 1923. Den femetages karré rummer 290 lejligheder med opholdsrum til gaden og køkken og soveværelser til gården. Karréen blev fredet i 1983.
Ved hjørnet af Borups Plads ligger Telefonhuset, der blev opført i 1949-1953 efter tegninger af Jens Ingwersen, Mogens Irming og Jørgen V. Jepsen. Bygningen kan ses på lang afstand på grund af det 101 meter høje tårn, der fungerer som et knudepunkt for det landsdækkende net af radiokædetårne. Nord for Borups Allé ligger der en række boligblokke mellem Ågades lokalgadedel og Lundtoftegade med adresser på sidstnævnte.
Den aflange Ågadeparken ligger mellem Hornbækgade og Borups Plads. Ved krydset med Jagtvej og Falkoner Allé fortsætter sidstnævnte som en omkring hundrede meter lang lokalgade langs med Ågade. Det betyder at nogle traditionelle etageejendomme og De døves Kirke har adresse til Falkoner Allé, selvom de reelt har indgang fra Ågade.
De døves kirke, der ligger overfor Ågade 102, blev opført efter tegninger af Emil Jørgensen og indviet i december 1904. Den er opført i overvejende romansk stil med røde mursten og skifertage. Tårnet ud mod gaden er forsynet med et midterparti, der rækker op over en tilbygning på hver side af det. Mens Ladegårdsåen stadig lå der, var der en træbro over den til kirkens indgang under tårnet.